# Tränender Saumpilz
Der Tränende Saumpilz (Lacrymaria lacrymabunda, Syn.: Psathyrella lacrymabunda), auch Tränender Faserling genannt, ist eine Pilzart aus der Familie der Mürblingsverwandten (Psathyrellaceae).

## Merkmale

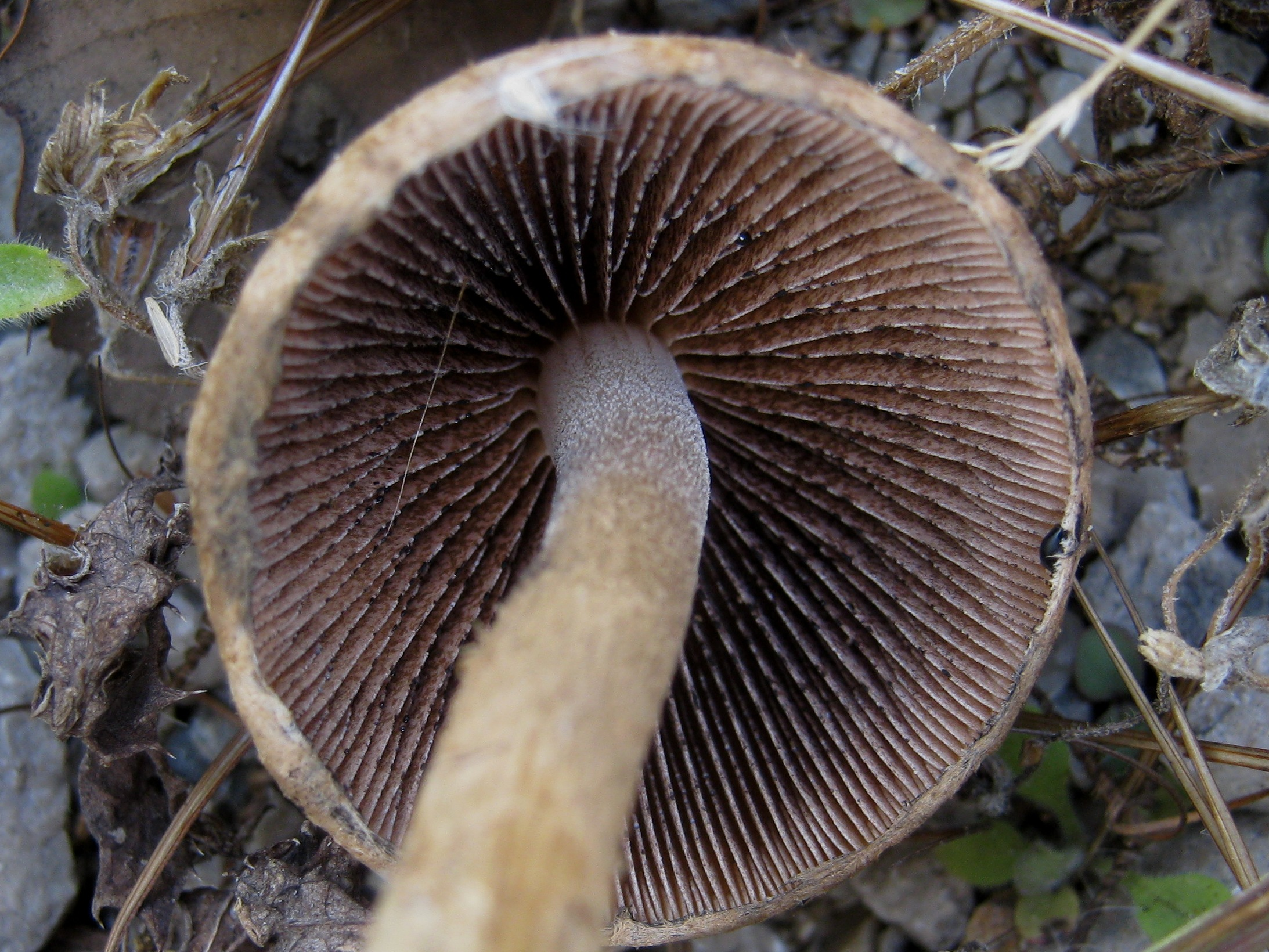
Die Tropfen auf den Lamellenschneiden des Tränenden Saumpilzes hinterlassen dunkle Flecken beim Eintrocknen.

### Makroskopische Merkmale
Der Hut erreicht eine Breite von 10–100 mm und ist im Vergleich zu anderen Arten der Gattung ziemlich fleischig. Er ist gewölbt bis ausgebreitet und oft flach gebuckelt. Seine Oberfläche ist schmutzig-graubraun bis gelbbraun und filzig-faserig. Am Rand sind oft Reste von Velum-Fransen zu finden. Die Lamellen sind scheckig, dunkelbraun bis schwarz und ausgebuchtet-angewachsen. Die Schneiden sind gekerbt und weiß. Im jungen Zustand sowie bei feuchter Witterung sind sie besetzt mit kleinen Tröpfchen, welche dunkle Flecken hinterlassen, wenn sie eintrocknen. Das Sporenpulver ist schwarz. Der Stiel ist oben blass und darunter schmutzigbraun, misst 40–120 × 3–10 mm und weist oft eine flüchtige, faserige Ringzone auf.

### Mikroskopische Merkmale
Die Sporen sind zitronenförmig, grobwarzig, messen 8–11,5 × 5–6,5 Mikrometer und haben einen großen Keimporus. Die Cheilozystiden sind keulig.

## Ökologie
Der Tränende Saumpilz ist vom Frühjahr bis zum Herbst in Fettwiesen, Gärten, Parkanlagen, an Wegrändern und auf ähnlichen Standorten zu finden. Die Art kommt häufig vor.

## Bedeutung
Der Tränende Saumpilz ist essbar, aufgrund seines muffigen Beigeschmacks aber kein besonders guter Speisepilz.

## Verwechslung
Die Art ist in typischer Ausprägung an seinen scheckigen oder mit Tröpfchen besetzten Lamellen und seinem faserigen Hut recht einfach zu erkennen. Ähnlich ist der rötlicher gefärbte, deutlich seltenere Feuerfarbene Saumpilz (Lacrymaria pyrotricha). Außerdem kann der Pilz mit Arten aus anderen Gattungen wie Faserlingen (Psathyrella) oder Risspilzen (Inocybe) verwechselt werden.